# Ndjolé

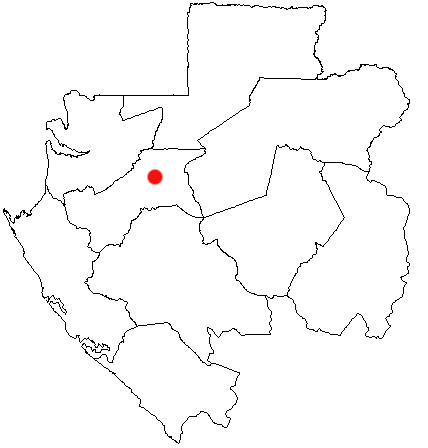
Położenie Ndjolé

Ndjolé – miasto w Gabonie, położone na północny wschód od Lambaréné. Około 5000 mieszkańców.